# محمد ضياء الدين الريس
محمد ضياء الدين الريس (17 يناير 1912 – 26 أبريل 1977) هو مؤرخ مصري، ويعد من أبرز أساتذة التاريخ الإسلامي في مصر.

## حياته
ولد 17 يناير 1912 بمركز المطرية بمحافظة الدقهلية بمصر، حفظ القرآن الكريم كاملا، حصل على دبلوم دار العلوم العليا 1935 وكان ترتيبه الأول، واختير ضمن بعثة دار العلوم لدراسة التاريخ بانجلترا 1938، ونجح في امتحان جامعة لندن الخاص 1939، كما نجح في امتحان شهادة الادب المتوسط في التاريخ والادب والانجليزى والترجمة والفلسفة الأدبية 1941، نال شهادة البكالوريوس مع مرتبة الشرف من جامعة لندن في التاريخ والعلوم السياسية، وأذنت له الجامعة بالتقدم للدكتوراه مباشرة وأتم رسالته 1945، وكان موضوعها «فكرة الدولة كما تصورها النظريات السياسية الإسلامية».
حصل على درجة الدكتوراه من جامعة القاهرة، وعين مدرسا للتاريخ الاسلامى بكلية دار العلوم.
من أبرز كتبه:
- النظريات السياسية الإسلامية (كتاب)[4]
- عبد الملك بن مروان موحد الدول العربية
- في التاريخ الاسلامى الحديث
- الخراج والنظم المالية للدولة الإسلامية
- الإسلام والخلافة في العصر الحديث

## مسيرته
رقى حتى وصل إلى رئيس قسم التاريخ الاسلامى بكلية دار العلوم. من تلامذته أحمد هيكل وزير الثقافة الاسبق
كتبت عنه الدكتورة عائشة عبد الرحمن ما نصه: (والحق أنى لا أعرف فيما قرأت حديثا من المؤلفات للمشتغلين بهذه المادة بحثا كهذا امتزج فيه النظر الفلسفى بالتحقيق التاريخي، واذا كانت الدراسة الجامعية تقاس بسلامة منهجها ومدى جدواها على العلم وافادتها إياه فائدة محققة فان كتاب النظريات السياسية الإسلامية جدير بأن ياخذ مكانه بين هذه الدراسات دون أن يجحدنا ناقد منصف ما فيه من نضوج وأصالة).

## موقفه من كتاب الإسلام وأصول الحكم
لقد أصدر أستاذنا الدكتور الريس كتابه «النظريات السياسية الإسلامية» سنة 1952، فند فيه آراء علي عبد الرازق. وفي سنة 1976 أصدر كتابا بعنوان «الإسلام والخلافة في العصر الحديث» نقد فيه الكتاب السابق، والجديد أنه شكك فيه بأدلة قوية أن يكون الكتاب من تأليف الشيخ علي. ومن هذه الأدلة:
- لم يعرف عن الشيخ قط أنه كان باحثا، أو مفكرا سياسيا، أو حتى مشتغلا بالسياسة.
- لا يعقل أن يقصد قاض شرعي مسلم من عائلة محافظة الهجوم على الإسلام، وينكر ما فيه من سياسة وحكم، وجهاد وقضاء.
- لا يعقل أن يكون هذا الشيخ الأزهري قد تعلم قي الأزهر ما يورده في كتابه من أحاديث عن «قيصر» و«عيسى» و«متي» و«الإصحاح» و«الإنجيل».
- يتكلم الكتاب عن المسلمين بضمير الغائب. ككقوله: ذلك الزعم بين المسلمين... غير مألوف في لغة المسلمين... الخلافة في لسان المسلمين... الخ.
- الكتاب يدافع عن المرتدين، وينتقد أبا بكر.
- شهادة الشيخ محمد بخيت مفتي الديار المصرية في أحد كتبه، وهو كعلي عبد الرازق ينتسب إلى حزب الأحرار الدستوريين، يقول الشيخ بخيت: «... علمنا من كثيرين ممن يترددون على المؤلف أن الكتاب ليس له فيه، إلا وضع اسمه عليه فقط، فهو منسوب إليه فقط ليجعله واضعوه ــ من غير المسلمين ــ ضحية هذا العار».
- قدم الدكتور الريس كتابه الذي أصدره سنة 1952 وهو «النظريات السياسية الإسلامية» قدمه لعلى عبد الرازق وطلب منه الرد على ما جاء فيه من تفنيد لكتاب «الإسلام وأصول الحكم». ولم يرد علي عبد الرازق.
- رفض على عبد الرازق أن يعيد طبع كتابه بعد أن ألحت عليه «دار الهلال» في إعادة طبعه.

ويخلص الدكتور الريس ــ رحمه الله ــ إلى ترجيح أن يكون المؤلف الأصلي لهذا الكتاب أحد المستشرقين الإنجليز.

## وفاته
توفي 26 أبريل 1977.